# Zhaoshan
Zhaoshan (kinesiska: 昭山, 昭山乡) är en socken i Kina. Den ligger i provinsen Hunan, i den södra delen av landet, omkring 26 kilometer söder om provinshuvudstaden Changsha. Antalet invånare är 12822. Befolkningen består av 6 312 kvinnor och 6 510 män. Barn under 15 år utgör 13,0 %, vuxna 15-64 år 75 %, och äldre över 65 år 10,0 %.
Genomsnittlig årsnederbörd är 1 875 millimeter. Den regnigaste månaden är maj, med i genomsnitt 330 mm nederbörd, och den torraste är oktober, med 39 mm nederbörd.